# Bezirk Rokitzan
Der Bezirk Rokitzan (auch Rokycan, tschechisch: Okresní hejtmanství Rokycany) war ein Politischer Bezirk im Königreich Böhmen. Der Bezirk umfasste Gebiete in Westböhmen im heutigen Plzeňský kraj (Okres Plzeň-jih bzw. Okres Plzeň-město). Sitz der Bezirkshauptmannschaft war die Stadt Pilsen (Plzeň). Das Gebiet gehörte seit 1918 zur neu gegründeten Tschechoslowakei und ist seit 1993 Teil Tschechiens.

## Geschichte
Die modernen, politischen Bezirke der Habsburgermonarchie wurden 1868 im Zuge der Trennung der politischen von der judikativen Verwaltung geschaffen.
Das spätere Gebiet des Bezirks Rokitzan verteilte sich ursprünglich auf die 1868 gebildeten Bezirke Pilsen und Hořowitz. Der Bezirk Pilsen wurde dabei aus den Gerichtsbezirken Pilsen (tschechisch: soudní okres Plzeň), Blowitz (Blovice) und Rokitzan (Rokycany) gebildet, der Bezirk Hořowitz aus den Gerichtsbezirken Hořowitz (tschechisch: soudní okres Hořovice), Beraun (Beroun) und Zbirow (Zbiroh).
Der Bezirk Rokitzan wurde schließlich per 1. September 1896 aus den Gerichtsbezirken Rokitzan und Zbirow gebildet, die aus den Bezirken Pilsen bzw. Hořowitz ausgeschieden und zum Bezirk Rokitzan zusammengeschlossen wurden.
1900 beherbergte der Bezirk Rokitzan 60.389 Menschen, die auf einer Fläche von 711,02 km² bzw. in 86 Gemeinden lebten.
Der Bezirk umfasste 1910 eine Fläche von 711,02 km² und eine Bevölkerung von 59.659 Personen. Von den Einwohnern hatte 59.106 Tschechisch und 347 Deutsch als Umgangssprache angegeben. Des Weiteren lebten im Bezirk 206 Anderssprachige oder Staatsfremde. Zum Bezirk gehörten zwei Gerichtsbezirke mit insgesamt 86 Gemeinden bzw. 97 Katastralgemeinden.